# Susan Hampshire
Susan Hampshire est une actrice anglaise, née le 12 mai 1937 à Kensington, Londres, (Royaume-Uni).

## Biographie
Elle a été l'épouse du réalisateur français Pierre Granier-Deferre de 1967 à 1974. 
Elle est la mère de Christopher Granier-Deferre.
En 2006, elle est devenue grand-mère de  Raphael, le fils de Christopher.
Elle a joué dans plusieurs films et télé-séries entre 1947 et 2011.

## Filmographie
- 1947 : The Woman in the Hall de Jack Lee : Young Jay
- 1959 : Idle on Parade de John Gilling : Bit
- 1959 : La Chambre de Madame (Upstairs and Downstairs) de Ralph Thomas
- 1960 : Expresso Bongo de Val Guest : Cynthia
- 1961 : The Long Shadow de Peter Maxwell : Gunilla
- 1961 : During One Night de Sidney J. Furie : Jean
- 1962 : The Andromeda Breakthrough (série télévisée) : Andromeda
- 1962 : Katy (série télévisée) : Katy Carr
- 1964 : La Force des ténèbres (Night Must Fall), de Karel Reisz : Olivia
- 1964 : Les Trois Vies de Thomasina de Don Chaffey : Lori MacGregor
- 1964 : Wonderful Life (en) de Sidney J. Furie : Jenny
- 1965 : Paris au mois d'août de Pierre Granier-Deferre : Patricia Seagrave
- 1965 : Destination Danger (série télévisée) (2 épisodes)
- 1966 : Le Prince Donegal de Michael O'Herlihy : Kathleen McSweeney
- 1966 : La Planque (The Trygon Factor) de Cyril Frankel : Trudy Emberday
- 1966 : Au cœur du temps (série télévisée) (1er épisode : Rendez-vous avec hier) : Althea Hall
- 1967 : La Dynastie des Forsyte (The Forsyte Saga) (feuilleton TV) : Fleur Mont née Forsyte
- 1967 : Vanity Fair (en) (feuilleton TV) : Becky Sharp
- 1968 : The Violent Enemy de Don Sharp : Hannah Costello
- 1969 : Gonflés à bloc (Monte Carlo or Bust) de Ken Annakin : Betty
- 1969 : The First Churchills (feuilleton TV) : Sarah Churchill, Duchess of Marlborough
- 1969 : David Copperfield (téléfilm) : Agnes Wickfield
- 1971 : Malpertuis de Harry Kumel : Nancy / Euryale / Alice / Nurse
- 1972 : Le Temps d'aimer de Christopher Miles : Patricia
- 1972 : Neither the Sea Nor the Sand de Fred Burnley : Anna Robinson
- 1972 : Living Free de Jack Couffer : Joy Adamson
- 1973 : Baffled! (téléfilm) : Michele Brent
- 1973 : Le Fils de Pierre Granier-Deferre : L'Américaine
- 1973 : Dr. Jekyll and Mr. Hyde (téléfilm) : Isabel
- 1973 : Roses rouges et piments verts (Peccato mortale) de Francisco Rovira Beleta : Elaine
- 1974 : The Pallisers (série télévisée) : Lady Glencora Palliser
- 1976 : The Story of David (téléfilm) : Michal
- 1976 : Kill Two Birds (téléfilm) : Sally
- 1977 : Bang! : Cilla Brown
- 1982 : The Barchester Chronicles (feuilleton TV) : Signora Madeline Neroni
- 1984 : Leaving (série télévisée) : Martha Ford
- 1992 : Don't Tell Father (série télévisée) : Natasha Bancroft
- 1998 : La Dynastie des Carey-Lewis : Le Grand Retour (Coming Home) (téléfilm) : Miss Catto
- 1999 : La Dynastie des Carey-Lewis : Nancherrow (Nancherrow) (téléfilm) : Miss Catto
- 2000-2005 : Monarch of Glen (téléfilm) : Molly MacDonald
- 2003 : Sparkling Cyanide (téléfilm) : Lucilla Drake
- 2009 : The Royal (série télévisée) : Elizabeth Middleditch (2 épisodes)
- 2011 : Casualty (téléfilm) : Caitlin Northwick